# Trại tị nạn Hồng Kông

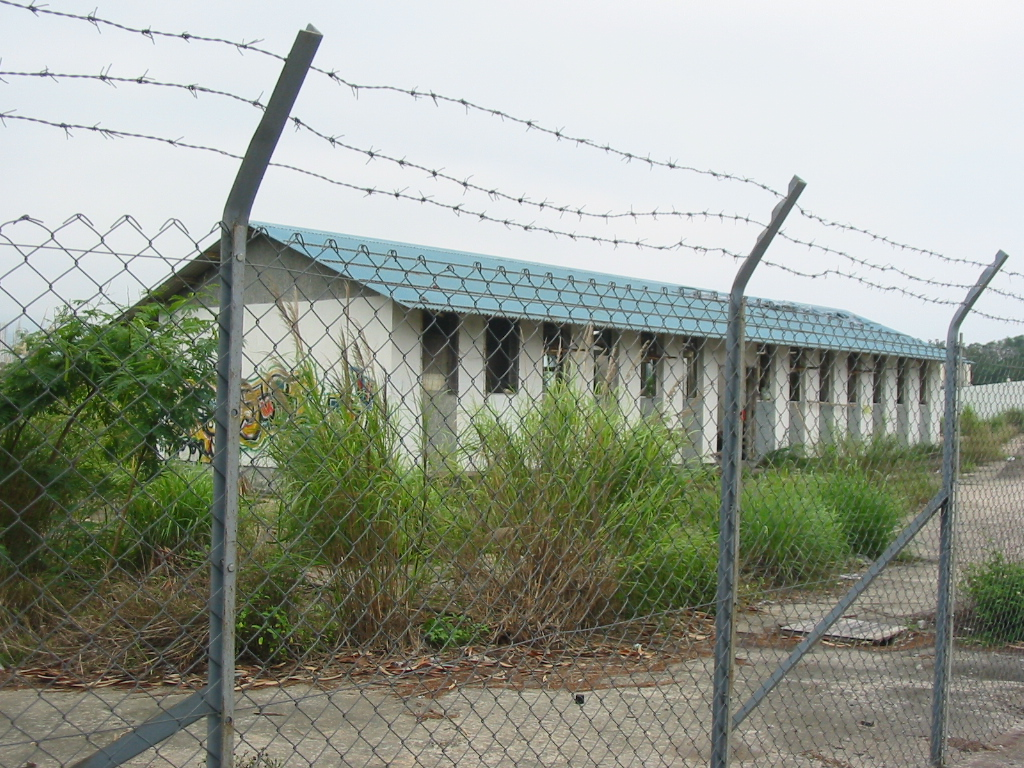
Dãy nhà tại trại tị nạn Bạch Thạch, ảnh chụp năm 2008

Trại tị nạn Hồng Kông là từ thường dùng để chỉ những trung tâm giam giữ (tiếng Anh: Vietnamese Migrants Detention Centres - VMDCs, tiếng Trung: 越南船民羈留中心; Hán-Việt: Việt Nam thuyền dân cơ lưu trung tâm) được Sở Trừng giáo (tiếng Anh: Correctional Services Department - CSD, tiếng Trung: 懲教署; Hán-Việt: Trừng giáo thự) ở Hồng Kông thành lập dành cho người tị nạn Việt Nam giai đoạn từ năm 1978 đến năm 1998. Năm 1978, tiền thân của CSD là Sở Tù giam thành lập trại giam đầu tiên gần sân bay Khải Đức tại Cửu Long. Sở đã phối hợp với các cơ quan khác để tiếp nhận thuyền nhân Việt Nam, thành lập đơn vị tị nạn và tuyển dụng nhân viên tạm thời để quản lý các công việc liên quan. Khi chính phủ Hồng Kông gia tăng hành động đối phó vấn đề người tị nạn, siết chặt hạn chế và trục xuất trả về Việt Nam, số người tại trại giảm dần và giải thể theo thời gian. Trại giam cuối cùng gần Hồ chứa Vạn Nghi tại Tây Cống đóng cửa năm 1998.

## Lịch sử

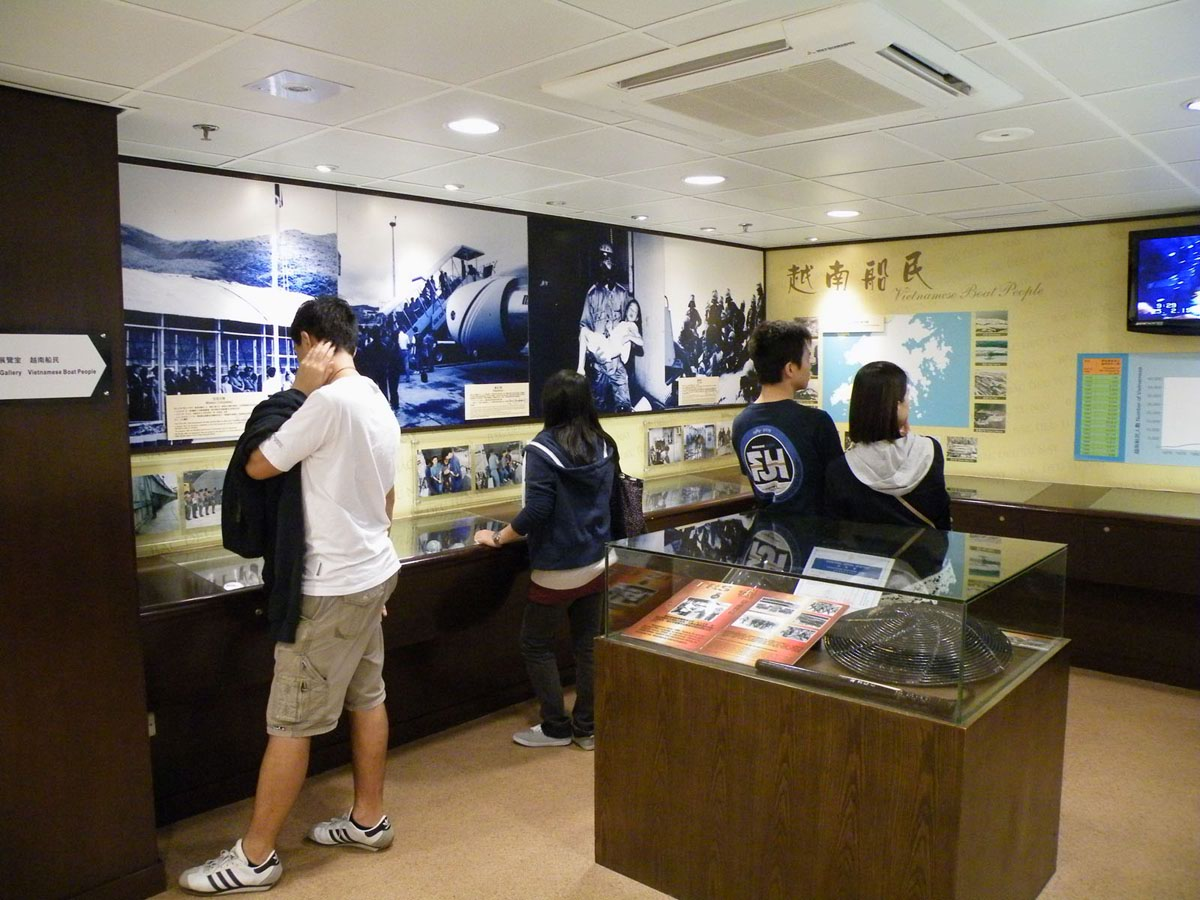
Phòng trưng bày số 6 của Sở Trừng giáo Hồng Kông về nhiệm vụ thuyền nhân Việt Nam, bên phải ảnh có bản đồ phân bố các trại tị nạn

Những người tị nạn Việt Nam đầu tiên đến Hồng Kông sau ngày 30 tháng 4 năm 1975. Thuyền nhân được đưa đến trại tị nạn dân sự trên đường Chatham trước khi chuyển đi, trại này chỉ hoạt động đến năm 1977. Đến năm 1979, làn sóng bài Hoa tại Việt Nam khiến một lượng lớn thuyền nhân phải chạy sang các lãnh thổ châu Á khác. Chỉ trong 20 năm có khoảng 203.000 thuyền nhân trái phép đến đồng bằng sông Châu Giang. Năm 1978, chính quyền Hồng Kông quyết định chuyển căn cứ Không quân Hoàng gia cũ thành Trại tị nạn Khải Đức nằm dưới quyền Sở Tù giam quản lý. Kể từ đó, Sở tham gia vào việc quản lý người Việt Nam di cư. Cùng năm đó, Sở Trại giam đã giải thể Trung tâm cai nghiện Ma Bộ Bình ở Đường Phúc, Đại Tự Sơn để mở thêm một trại. Các nhân viên công lực vốn đang quen với việc quản lý tù nhân, phải thay đổi với đối tượng mới từ xa đến không phải là tội phạm, trong đó có phụ nữ và trẻ em, cần được đối xử nhân đạo.
Năm 1979, sự kiện 2.700 người kẹt trên tàu Skyluck làm vấn đề thêm trầm trọng. Năm ấy cũng chứng kiến số người đến tị nạn lên đến kỷ lục hơn 68.700. Khi lượng người tị nạn gia tăng, nhà chức trách Hồng Kông chuyển các nhà tù và doanh trại cũ của quân đội Anh thành trại tị nạn nhưng vẫn không đáp ứng nổi tất cả.
Năm 1982, chính quyền Hồng Kông thay đổi quy định những thuyền nhân nhập cảnh sau ngày 1 tháng 7 phải vào trại cấm, không được phép ra ngoài hay rời trại đi làm. Sở Trừng giáo cải tổ cũng chuyển một số nhà tù thành trại cấm. Trong cùng năm, Sở Trừng giáo thành lập đơn vị chuyên trách và bắt đầu tuyển dụng thêm nhân viên tạm thời để tham gia quản lý người tị nạn. Những nhân viên này được đào tạo chuyên sâu trong hai tuần về các quy định nhập cư, quy chế trại, kỹ năng tuần hành và quản lý đám đông, đặc biệt là tiếng Việt giao tiếp. Đến cuối năm 1998, Sở đã thuê tới 1.813 nhân viên tạm thời.
Do là "cảng tị nạn đầu tiên", số lượng thuyền nhân đến Hồng Kông liên tục tăng trong thập niên 1980, trung bình mỗi năm phải đón 20.000 đến 30.000 người mới làm đầy ắp các trại của Sở Trừng giáo. Sở buộc phải thành lập thêm trại giam, thậm chí chỉ định các tòa nhà công nghiệp ở Đồn Môn để đáp ứng nhu cầu chỗ ở cấp thời cho thuyền nhân. Năm 1988, nhà cầm quyền bãi bỏ chính sách trại cấm, thay thế bằng chính sách sàng lọc khiến Sở Trừng giáo đặt ra vị trí "Trợ lý sở trưởng (sự vụ thuyền nhân Việt Nam)". Mặt khác, chính quyền Hồng Kông thiết lập các trại lớn tại Bạch Thạch ở Mã An Sơn và Hồ chứa Vạn Nghi ở Tây Cống tập trung số lượng đông thuyền nhân.
Thập niên 1990, chính quyền Hồng Kông bắt đầu thực hiện các hoạt động hồi hương có trật tự để đảm bảo thuyền nhân trở về Việt Nam an toàn, số lượng liền suy giảm. Tuy nhiên, một số thuyền nhân không muốn hồi hương mà mong đợi được định cư ở nước thứ ba. Họ bất mãn và chống đối, thậm chí bùng phát bạo loạn. Nổi tiếng nhất là trại Bạch Thạch với hai bạo loạn nổ ra năm 1994 và 1996. Nổi tiếng thứ nhì là vụ cảnh sát đàn áp bạo loạn trại Thạch Cương khiến 24 người tị nạn thiệt mạng năm 1991. Quá trình hồi hương diễn ra suôn sẻ, các trại tị nạn dần bị đóng cửa và quay lại mục đích sử dụng lúc trước. Năm 1997, chức vụ "Trợ lý sở trưởng (sự vụ thuyền nhân Việt Nam)" bị bãi bỏ. Đến năm 1998, trại Vạn Nghi tại Tây Cống chính thức đóng cửa, chấm dứt hoạt động về thuyền nhân Việt Nam của Sở Trừng giáo.

## Danh sách

### Đảo Hồng Kông
| Tên | Quận           | Địa điểm                            | Ghi chú | T.k    |
| --- | -------------- | ----------------------------------- | --- | ------ |
| Viện Trừng giáo Cape Collinson (Khu tị nạn) tiếng Anh: Cape Collinson Correctional Institution tiếng Trung: 歌連臣角懲教所; Hán-Việt: Ca Liên Thần Giác trừng giáo sở | Quận Đông      | 123 đường Cape Collinson, Trại Loan | Năm 1979, bắt đầu sử dụng một phần diện tích giam giữ người Việt Nam, gọi là "Trại tị nạn Cape Collinson" và tiếp tục được chuyển đổi thành trại cấm năm 1983. Giai đoạn ấy, trại bị đóng cửa hai lần nhưng rồi trở thành một trại tị nạn chính thức.                                                                                            | [ 9 ]  |
| Trại Đảo Xanh tiếng Anh: Green Island Reception Centre tiếng Trung: 青洲羈押中心; Hán-Việt: Thanh Châu cơ áp trung tâm                                                | Quận Trung Tây | Đảo Xanh (Thanh Châu)               | Năm 1987, một đoàn thuyền nhân Việt Nam từ Trung Quốc đại lục sang Hồng Kông. Đội Dân an ngay lập tức sắp xếp cho họ ở trung tâm Thanh Châu, từ đó chuyển đến các cơ của Sở Trừng giáo. Sau năm 1998, trung tâm tiếp tục được dùng để tiếp nhận những người nhập cư bất hợp pháp. Năm 2011, trung tâm bị đóng cửa hoàn toàn và bỏ trống đến nay. | [ 19 ] |

### Cửu Long
| Tên | Quận          | Địa điểm                                                                                     | Ghi chú | T.k          |
| --- | ------------- | -------------------------------------------------------------------------------------------- | --- | ------------ |
| Trại tị nạn đường Quảng Đông tiếng Anh: Canton Road refugee camp tiếng Trung: 廣東道難民營; Hán-Việt: Quảng Đông đạo nan dân doanh | Du Tiêm Vượng | Nhà kho tại bến tàu chính quyền, đường Quảng Đông, Tiêm Sa Chủy (quanh trạm Austin ngày nay) | Địa điểm tái định cư khi bắt đầu cuộc khủng hoảng thuyền nhân Việt Nam, trại viên sau đó được gửi đến trại Thâm Thủy Bộ và trại tị nạn đường Chatham do Đội Dân an điều hành.                | [ 4 ] [ 20 ] |
| Trại tị nạn Khải Đức tiếng Anh: Kai Tak refugee camp tiếng Trung: 啟德難民營; Hán-Việt: Khải Đức nan dân doanh                     | Quan Đường    | 50-51 đường Quan Đường, vịnh Cửu Long (nay là Caritas Family Crisis Support Centre)          | Sau khi quân đội Anh tại Hong Kong chuyển từ Khải Đức đến phi trường Thạch Cương năm 1978, một phần diện tích được dùng làm trại tị nạn. Năm 1989, quyền quản lý được chuyển cho Đội Dân an. | [ 21 ]       |
| Trại tị nạn Thâm Thủy Bộ tiếng Anh: Sham Shui Po refugee camp tiếng Trung: 深水埗難民營; Hán-Việt: Thâm Thủy Bộ nan dân doanh      | Thâm Thủy Bộ  | 420 đường Lệ Chi Giác, Thâm Thủy Bộ (nay là Lệ An Thôn và Trung tâm Tây Cửu Long)            | Năm 1979, chính quyền Hồng Kông sửa lại một phần doanh trại Thâm Thủy Bộ cũ thành trại tị nạn. Năm 1989, trại đóng cửa để tái thiết.                                                         | [ 22 ]       |
| Tòa nhà Phong Lực tiếng Anh: Phoenix House tiếng Trung: 豐力樓; Hán-Việt: Phong Lực lâu                                            | Thâm Thủy Bộ  | 3 đường Lũng Hân, Đại Oa Bình                                                                | Đợt thuyền nhân đầu tiên ở đây cho đến khi bị buộc phải hồi hương năm 1989. | [ 23 ]       |

### Tân Giới
| Tên | Quận     | Địa điểm                                                                                  | Ghi chú | T.k                  |
| --- | -------- | ----------------------------------------------------------------------------------------- | --- | -------------------- |
| Trại Chi Ma Loan (Thượng và hạ trại) tiếng Anh: Chi Ma Wan Detention Centre tiếng Trung: 芝麻灣羈留中心; Hán-Việt: Chi Ma Loan cơ lưu trung tâm | Li Đảo   | 330, 333 đường Chi Ma Loan, Đại Tự Sơn (nay là cơ sở đào tạo của Sở Trừng giáo)           | Sau vụ tàu Skyluck năm 1979, chính quyền Hồng Kông chọn trại giam Chi Ma Loan làm nơi cư trú cho dân tị nạn. Sở Tù giam giải phóng mặt bằng để chuyển thành trung tâm giam giữ, khi ấy gọi là Thượng Doanh. Năm 1982, phân trại tị nạn dựng trên sân bóng phía Tây Bắc trại giam Chi Ma Loan bắt đầu chính thức đi vào hoạt động. Năm 1994, trại tị nạn ngừng hoạt động. Thượng trại đổi lại thành Viện Trừng giáo Chi Ma Loan, còn hạ trại trở thành Trung tâm cai nghiện Chi Ma Loan. | [ 7 ] [ 24 ]         |
| Trại Hỷ Linh Châu tiếng Anh: Hei Ling Chau Detention Centre tiếng Trung: 喜靈洲羈留中心; Hán-Việt: Hỷ Linh Châu cơ lưu trung tâm                | Li Đảo   | Đường Hỷ Linh Châu, Hỷ Linh Châu (nay là Viện Trừng giáo Hỷ Linh Châu)                    | Trại được xây dựng ở phía đông Hỷ Linh Châu năm 1982, rồi đóng cửa năm 1994. Sau đó đổi thành Viện Trừng giáo Hỷ Linh Châu. | [ 25 ]               |
| Trại Vạn Nghi tiếng Anh: High Island Detention Centre tiếng Trung: 萬宜羈留中心; Hán-Việt: Vạn Nghi cơ lưu trung tâm                            | Tây Cống | Đập Tây của Hồ chứa Vạn Nghi (nay là Trung tâm thể thao dưới nước Kim Sang Hưng)          | Ban đầu do Cảnh sát Hồng Kông quản lý, chuyển giao cho Sở Trừng giáo tiếp quản từ năm 1991. Việc xây dựng bị trì hoãn hai tháng sau khi cư dân Tây Cống lo ngại và tiến hành họp bàn tại đây. Trại mở cửa năm 1989 và đóng cửa tháng 5 năm 1998. Tổng cộng hơn 20.000 thuyền nhân từng bị giam giữ tại đây. | [ 26 ] [ 27 ]        |
| Trại La Hồ tiếng Anh: Lo Wu Detention Centre tiếng Trung: 羅湖羈留中心; Hán-Việt: La Hồ cơ lưu trung tâm                                        | Quận Bắc | 163 đường Thượng Hương, Thượng Thủy (nay là Viện Trừng giáo La Hồ)                        | Tiền thân là doanh trại La Hồ, chuyển thành trại tị nạn năm 1989, đến năm 1997 thì đóng cửa và đổi thành Viện Trừng giáo La Hồ. | [ 28 ] [ 29 ]        |
| Trại Lệ Cố tiếng Anh: Nei Kwu Detention Centre tiếng Trung: 勵顧羈留中心; Hán-Việt: Lệ Cố cơ lưu trung tâm                                      | Li Đảo   | Đường Hỷ Linh Châu, Hỷ Linh Châu (nay là Viện Trừng giáo Lệ Cố)                           | Ngoài trại Hỷ Linh Châu, Sở Trừng giáo cũng chuyển đổi Trại cải tạo Lệ Cố Châu thành Trại Lệ Cố. Năm 1997 đóng cửa trại và dự định chuyển thành trung tâm cai nghiện ma túy nhưng bị trì hoãn đến tận năm 2002 mới thực hiện. | [ 29 ]               |
| Tòa nhà công nghiệp Tân Ích tiếng Anh: Sun Yick Industrial Building tiếng Trung: 新益工業大廈; Hán-Việt: Tân Ích công nghiệp đại hạ             | Đồn Môn  | 1 khu Tân Ích, khu công nghiệp Đồn Môn (nay là nhà kho Sở Hậu cần)                        | Năm 1987, Đội Dân an bố trí cho đoàn thuyền nhân từ đại lục ở Tòa nhà Công nghiệp Tân Ích đang bỏ trống tại Đồn Môn (cùng lúc Trại Đảo Xanh cũng đồng ý tiếp nhận) trước khi bàn giao cho Sở Trừng giáo. Địa điểm tạm thời này hoạt động khoảng hai năm. Ngày 21 tháng 5 năm 1990, trại được giao lại cho Sở Gia cư, đến ngày 31 tháng 8 thì được sáp nhập vào Trại giam Hổ Địa. Ngày nay là một trong hai nhà kho của Sở Hậu cần Hồng Kông.                                            | [ 20 ] [ 30 ] [ 31 ] |
| Trại Đường Phúc tiếng Anh: Tong Fuk Detention Centre tiếng Trung: 塘福羈留中心; Hán-Việt: Đường Phúc cơ lưu trung tâm                           | Li Đảo   | 31 đường Ma Bộ Bình, Đường Phúc, Đại Tự Sơn (nay là Viện Trừng giáo Đường Phúc)           | Một trong những trại tị nạn sớm nhất, từ năm 1978. | [ 1 ]                |
| Trại Đồn Môn tiếng Anh: Tuen Mun Detention Centre tiếng Trung: 屯門羈留中心; Hán-Việt: Đồn Môn cơ lưu trung tâm                                 | Đồn Môn  | 8 khu Lĩnh Nam, đường Thanh Sơn Công, Đồn Môn (nay nằm trong khuôn viên Đại học Lĩnh Nam) | Tiền thân là doanh trại Hổ Địa, trại mở cửa năm 1985 là một trại cấm. Năm 1990 được bàn giao cho Sở Gia cư chuyển thành trại mở. Trại là nguồn cảm hứng cho truyện ngắn Cọp đất của nhà văn Tây Tây kể về những đứa trẻ người Việt, về sau được đưa vào tuyển tập Thủ quyền. Bên ngoài tòa nhà học hiệu Lý Vân Cường của Đại học Lĩnh Nam vẫn còn một số mảnh thép gai từ trại giam cũ.                                                                                                 | [ 32 ]               |
| Trại Bạch Thạch (Trại Bạc Đầu) tiếng Anh: Whitehead Detention Centre tiếng Trung: 白石羈留中心; Hán-Việt: Bạch Thạch cơ lưu trung tâm           | Sa Điền  | 1950 Mã An Sơn (nay là sân golf Bạch Thạch và tư gia Vân Hải, Hoằng Bích)                 | Trại thành lập năm 1989 và nổi tiếng với nhiều bạo động. Trại chính thức đóng cửa năm 1997 sau khi hồi hương tất cả dân tị nạn. | [ 33 ] [ 34 ]        |